# 劳里·莱赫蒂宁
劳里·莱赫蒂宁（芬蘭語：Lauri Lehtinen，1908年8月10日—1973年12月4日），芬兰男子田径运动员。他曾代表芬兰参加1932年和1936年夏季奥林匹克运动会田径比赛，获得一枚金牌和一枚银牌。